# Río Gardon
El río Gardon, (también llamado Gard, ambos nombre se usan tanto en francés como en occitano) es un río de Francia que fluye por la región Occitania y desemboca en el río Ródano cerca de Beaucaire (departamento de Gard). Nace en los montes Cévennes, en el departamento de Lozère. Procede de la unión del Gardon d’Alès y el Gardon d’Anduze, por lo que los habitantes de ambos valles consideran al suyo el auténtico Gard. Su longitud es de 127,40 km. Su cuenca tiene unos 2200 km² de superficie.
El famoso acueducto romano de Pont du Gard atraviesa este río.
También pasa por las ciudades de: Alès, Anduze y Remoulins, en su recorrido.
Aparte, tiene un cañón del mismo nombre en el departamento de Gard (30) y a unos 10 km de la capital del departamento, Nîmes.
.
- Datos: Q497327
- Multimedia: Gardon / Q497327